# فصة مفترشة
الفصة المفترشة نوع نباتي يتبع لجنس الفصة من الفصيلة البقولية. اسمه العلمي (باللاتينية: Medicago prostrata).

## الموئل والانتشار
موطنها البلقان ووسط أوروبا وإيطاليا.